# Le Fils du cheikh
Pour les articles homonymes, voir Le Fils du cheikh (homonymie).
Pour plus de détails, voir Fiche technique et Distribution.
Le Fils du cheikh (Il figlio dello sceicco) est une comédie à l'italienne réalisée par Bruno Corbucci et sortie en 1978.

## Fiche technique
Sauf indication contraire, les informations mentionnées dans cette section peuvent être confirmées par la base de données cinématographiques IMDb,  présente dans la section « Liens externes ».
- Titre original : Il figlio dello sceicco[1]
- Titre français : Le Fils du cheikh[2]
- Réalisateur : Bruno Corbucci
- Scénario : Mario Amendola, Bruno Corbucci
- Photographie : Giuseppe Ruzzolini
- Montage : Daniele Alabiso (it)
- Décors : Claudio Cinini (it)
- Costumes : Luciano Sagoni
- Musique : Guido et Maurizio De Angelis
- Producteurs : Franco Rossellini, Renato Jaboni
- Société de production : Cinemaster
- Pays de production :  Italie
- Langue de tournage : italien
- Format : Couleur - 1,85:1 - Son mono - 35 mm
- Durée : 100 minutes (1h40)[1]
- Genre : comédie à l'italienne
- Dates de sortie :
  - Italie : 25 février 1978
  - France : 30 janvier 1980[2]

## Distribution
- Tomas Milian : Luigi Abdulio Panacchioni
- Bo Svenson : Hamilton Burger
- Andrea Aureli : Scioltan
- Kirsten Gille : Rita Kolman
- Mimmo Poli : le cheikh
- Roberto Messina : le chef des bédouins
- Giancarlo Badessi : Barnas, le médiateur
- Marcello Verziera : Un bédouin
- Nello Pazzafini : Le douanier
- Marcello Martana : Pait, l'assistant de Burger
- Salvatore Billa : l'ami de Luigi
- Vanda Tuzi : Ines, la mère de Luigi